# Zhirayr Poghosian
Zhirayr Poghosian (en arménien Ժիրայր Պողոսյան), né le 15 janvier 1942 à Martouni en Arménie, est un homme d'État arménien du Haut-Karabagh, ancien Premier ministre du Haut-Karabagh.